# Metaphoenia incongrualis
Metaphoenia incongrualis är en fjärilsart som beskrevs av Walker 1858. Metaphoenia incongrualis ingår i släktet Metaphoenia och familjen nattflyn. Inga underarter finns listade i Catalogue of Life.